# Antilopka trpasličí
Antilopka trpasličí (Neotragus pygmaeus) je nejmenší africký druh antilopy, váží pouze 3–4,5 kg. Tělo je dlouhé 35–40 cm, na ocas připadá 5–6 cm. Mezi domorodými kmeny je nazývána „král králíků“. Má zakulacený hřbet a krátký ocas, který drží těsně přitisknutý k tělu. Samec má drobné ostré růžky, které samici chybějí; mláďata jsou tmavší než dospělí.
Antilopky trpasličí žijí v párech nebo samotářsky v malém teritoriu, které si obvykle označují trusem. Jsou plaché a žijí skrytě, jsou aktivní hlavně v noci, kdy se sdružují do poměrně velkých skupin a živí se listy, pupeny, výhonky, houbami, spadanými plody, trávou a dalšími rostlinami. Někdy podnikají výpravy do zeleninových zahrádek a kakaových či podzemnicových plantáží. Ačkoliv mají velké množství nepřátel mezi savci, ptáky a dokonce i velkými hady, dokáží díky své nepatrné velikosti uniknout nepozorovaně nebezpečí přitisknuty téměř úplně k zemi. Svou zranitelnost kompenzují neuvěřitelnou schopností skákat podobně jako antilopy skákavé až 3 m do vzduchu. Antilopky trpasličí tvoří zřejmě trvalé páry, samice rodí jedno mládě.
Vyskytuje se v lesích na lesních světlinách v Sierra Leone, v Libérii, na Pobřeží slonoviny a v Ghaně.